# 소그드어
소그드어(Sogdian language)는 동부 이란어군에 속하는 언어로, 8세기까지 중앙아시아에 있었던 지방인 소그디아나(지금의 우즈베키스탄과 타지키스탄)에서 쓰였던 언어이다.
중세 이란어 가운데 가장 말뭉치가 많아 학문적 가치가 높은 언어이다. 당시 중앙아시아(트란스옥시아나)에서 통용되었던 언어였다. 페르시아의 기록에 따르면 아케메네스 왕조(기원전 6세기-4세기 경) 때 이미 소그디아나가 하나의 구분된 지역으로 알려져 있었다고 하므로, 그 때 또는 그 전부터 고대 소그드어가 있었을지도 모르나 중세 이전의 기록은 많지 않다.
소그디아나 유적에는 소그드 문자가 있는데, 아람 문자에서 차용한 것이다. 이 문자는 위구르 문자와 몽골 문자의 조상격이다.